# Lathyrus frolovii
Lathyrus frolovii är en ärtväxtart som beskrevs av Franz Josef Ivanovich Ruprecht. Lathyrus frolovii ingår i släktet vialer, och familjen ärtväxter. Inga underarter finns listade i Catalogue of Life.